# Nya smedjegården

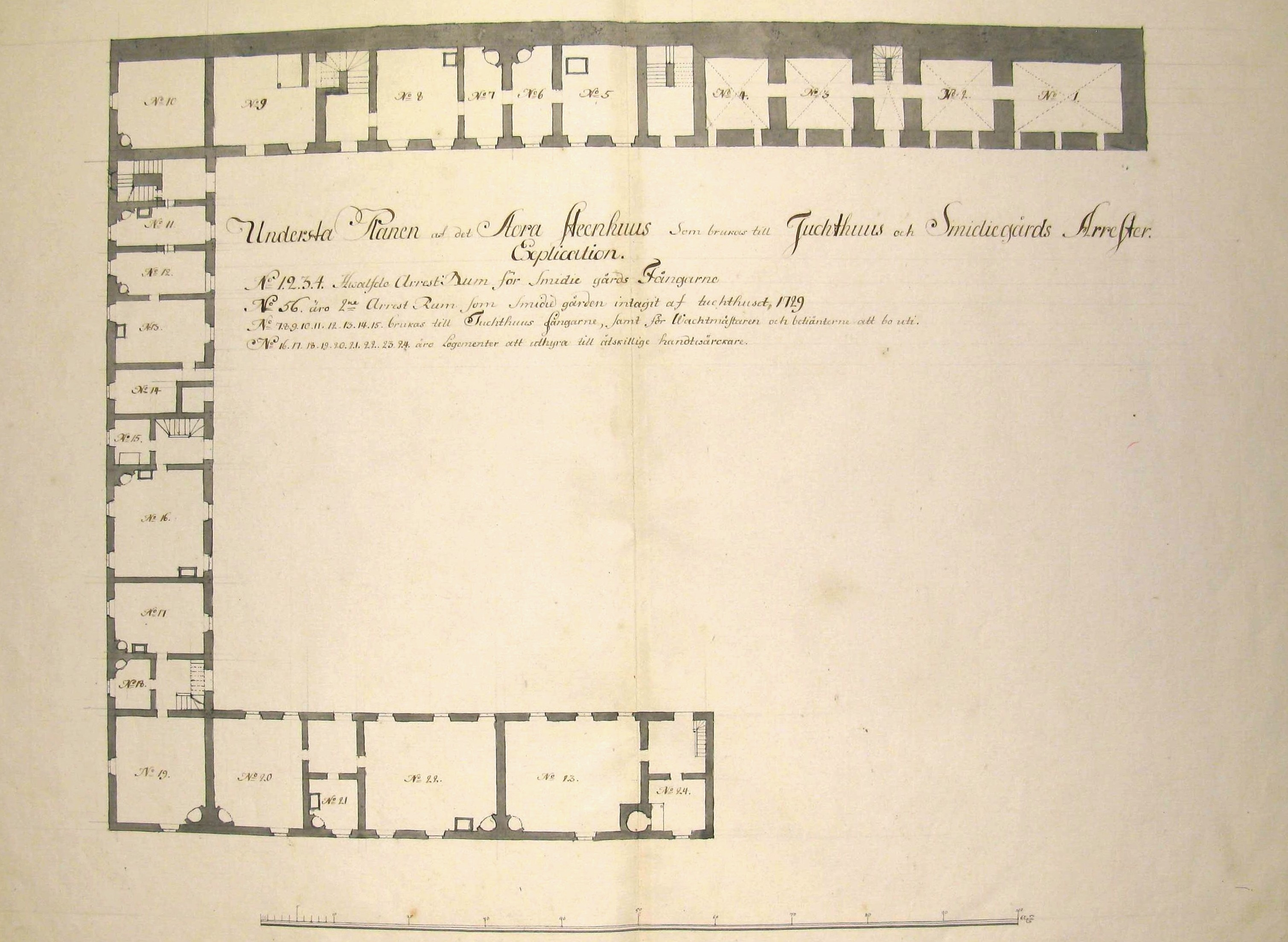
Planritning över Nya Smedjegården. Rum 1-4 är fängelserum med markant tjockare väggar vilket skulle omöjliggöra rymningar från fängelset.

Nya smedjegården var ett fängelse som var inrymt i det barn- och tukthus som började byggas 1636 i kvarteret Barnhuset mellan nuvarande Drottninggatan och Torsgatan i Stockholm. Där fanns den beryktade tortyrkammaren Rosenkammaren. 
Från 1664 förvarades i Stockholm dödsdömda fångar endast i detta fängelse. För övrigt förvarades där i otillräckliga lokaler vatten- och brödfångar av båda könen, oftast i samma rum. I början av 1700-talet användes Nya smedjegården även som Kronans rannsakningsfängelse samt mot slutet av århundradet även som fängelse för staden och länet. Efter cellfängelsereformens genomförande på 1840-talet blev Nya smedjegården 1849 fängelse för kvinnor i form av "Tvångsarbetsanstalten å Norrmalm", vilket upphörde först under senare hälften av 1890-talet, varefter byggnaden 1896 revs och Folkets hus uppfördes på platsen. 